# Lyonesse (jeu de rôles)
Lyonesse, Aventures dans les Isles Anciennes, est un jeu de rôle créé et édité par la société suisse Men In Cheese en 1999 (société disparue depuis). Il est basé sur le monde décrit par l'auteur Jack Vance dans sa trilogie de Lyonesse : Le Jardin de Suldrun, La Perle verte et Madouc.
Ce monde est le nôtre au cours du Moyen Âge, mâtiné de magie féerique, de magiciens habitant des châteaux volants, de fiers combattants et de conquérants diplomates et fourbes. L'ambiance est très légère et lumineuse, l'accent est mis sur le merveilleux et l'enthousiasme plutôt que sur la guerre et les interrogations existentielles.

## Gamme
Ne furent commercialisés que deux produits concernant ce jeu :
- le livre des règles.
- l'écran, accompagné d'un livret de scénarios.

Le livre des règles (384 pages à couverture souple) est un ouvrage constitué à 95 % d'une description poétique des Isles Anciennes, région par région, thème par thème. On y découvre la géographie, les hommes, les coutumes.
L'écran, Premier Cahier (40 pages), regroupe les quelques tables nécessaires au maître du jeu pour mener une partie. Il est accompagné de deux scénarios : Le carnaval des Oiseaux et Le peuple de la mer.
Men In Cheese comptait aussi proposer des dés à vingt faces spéciaux, avec une tête de mort à la place du 1, pour les cas où un héros risque de mourir ; mais bien que les dés furent fabriqués, ils ne furent jamais distribués et l'idée resta sans suite.

## Particularités des règles
Lyonesse est un des rares jeux de rôles à utiliser tous les types de dés courants, le D100 excepté. En effet une caractéristique faible est notée D4-1, on lancera donc un dé à quatre faces et on enlèvera 1 ; tandis qu'un trait surhumain autorise à jeter un D30. Entre les deux, on a les classiques D4, D6, D8, D10, D12 et D20. Il suffit de surpasser la difficulté pour réussir le jet.
Les dés comptent aussi comme une réserve de santé puisque chaque blessure se traduit par une rétrogradation (D20 devient D12, D12 devient D10, etc.).
Le combat est extrêmement simple : une première victoire aux dés donne l'avantage, la seconde permet au choix de blesser légèrement l'adversaire, de le repousser, ou de lui faire subir une avanie quelconque. Le but n'est donc pas tant d'infliger des dommages que de décourager l'ennemi.
Chaque personnage a des points de ressources (jokers) répartis entre Fougue, Désir, Survie et Altruisme : dépensés sur des actions appropriées, ils traduisent en règles les penchants des héros. Ainsi un jeune chevalier idéaliste aura un score élevé en Fougue et Altruisme, son écuyer ronchon préfèrera le Désir et la Survie, la dame passionnée qu'ils escortent choisira la Fougue et le Désir, etc.